# Los Ranchitos, San Gabriel
Los Ranchitos är en ort i Mexiko.   Den ligger i kommunen San Gabriel och delstaten Jalisco, i den södra delen av landet, 500 km väster om huvudstaden Mexico City. Los Ranchitos ligger 1 025 meter över havet och antalet invånare är 206.
Terrängen runt Los Ranchitos är varierad. Runt Los Ranchitos är det glesbefolkat, med 12 invånare per kvadratkilometer. Närmaste större samhälle är San Gabriel, 15,6 km väster om Los Ranchitos. I omgivningarna runt Los Ranchitos växer huvudsakligen savannskog.